# Royal Australian Navy
Pour les articles homonymes, voir Ran.
La Royal Australian Navy ou RAN est la composante maritime des forces armées australiennes.

## Histoire
Créée en 1911, après la création de la fédération australienne, elle a connu pour la première fois la guerre lors de la Première Guerre mondiale. Entre les deux guerres, sa taille varia plus ou moins en fonction de la situation financière du pays, et était plus petite qu'en 1914 au début de la Seconde Guerre mondiale. Après, elle intervint en Corée, au Viêt Nam, et dans d'autres petits conflits. Aujourd'hui, la marine australienne représente une petite force moderne.

## Stratégie

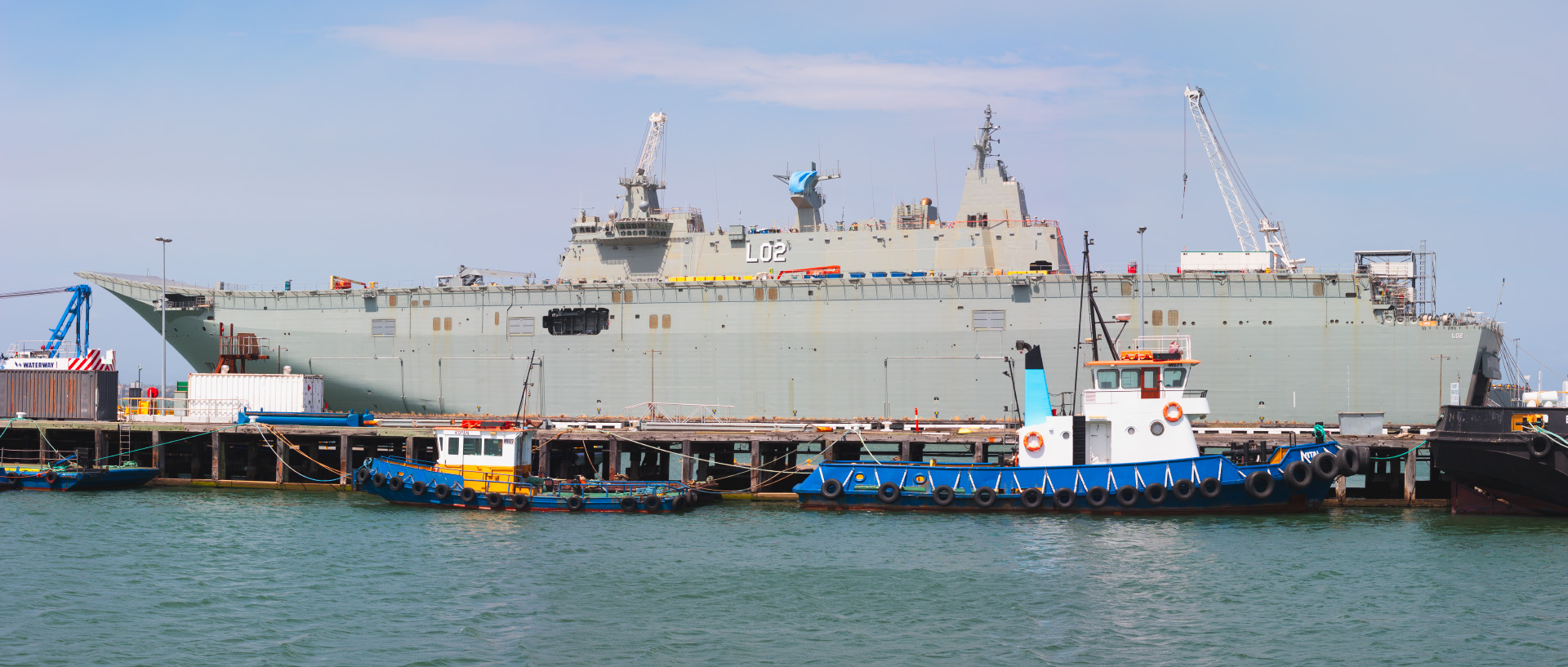
Le de la Classe Juan Carlos I en cours d’aménagement le 9 février 2014 à Williamstown (Victoria).

Alliée de l'US Navy dans le Pacifique Sud, la marine royale australienne a accédé au rang de marine régionale après la Seconde Guerre mondiale, la 9e du monde en 2008. Les débats stratégiques actuels montrent une volonté de coopération avec les marines néo-zélandaise, américaine et singapourienne, notamment au travers des exercices RIMPAC et du projet de mettre en œuvre avec la marine indonésienne un « pool » commun de drones de surveillance maritime. Par ailleurs est prise en compte la perception d'une menace venant de la marine de l’armée populaire de libération. Dans le cadre de la sa politique des deux océans, la RAN dispose de deux bases principales, la base navale de Stirling (base navale de l'ouest) et la base navale de Kuttabul (base navale de l'est) et est déjà très active au nord (Timor oriental) comme au nord-est (îles Salomon), voire outre-mer (Irak, Afghanistan, etc). Au-delà, le pays, qui bénéficie d'un assez large consensus politique sur le développement de ses forces armées pourrait adopter une posture plus expéditionnaire, permise par la construction des deux, voire trois LHD de classe Canberra,.
L'Australian Strategic Policy Institute a étudié 3 scénarios quant au futur de la RAN. Dans la première option, la RAN n'a pas besoin (ou ne veut pas) se hisser au niveau des puissances économiques et militaires émergentes de la région Asie-Pacifique. Ses capacités de combat de haute intensité seraient obérées par l'absence de destroyers anti-aériens et sa mission se limiterait à un rôle régional ou des opérations multinationales de maintien de la paix, de stabilisation ou d'aide humanitaire, avec pour conséquence une position dégradée au sein de l'ANZUS, voire le confinement dans le rôle de supplétif de l'US Navy. Dans la seconde option, la RAN est capable de combattre à proximité de ses côtes une marine d'égale puissance à condition d'acquérir une force de dissuasion crédible basée sur 12 sous-marins, des frégates avec capacités anti-aériennes et ASM et notamment des hélicoptères munis de sonars remorqués, de radar trans-horizon et de missiles antinavires. Dans la troisième option, les voies maritimes australiennes sont sécurisées par la mise en place de 2 task groups supplémentaires (à base d'un destroyer anti-aérien, d'au moins 2 frégates et de nouveaux hélicoptères), ainsi que de 4 avions de patrouille maritime et d'un pétrolier-ravitailleur.
Le Livre blanc sur la Défense 2009, publié le 2 mai 2009, semble avoir choisi un compromis entre les deux derniers scénarios. Ainsi, il propose à l'horizon 2030 un développement significatif de la RAN comprenant le remplacement de la classe Collins par 12 sous-marins, le remplacement des 8 frégates de classe Anzac par 8 bâtiments à capacité ASM, la mise en service de 20 corvettes, le remplacement de son pétrolier-ravitailleur, l'achat d'un navire de transport, de 6 embarcations de débarquement, de 24 hélicoptères (apparemment ASM, dont 8 seraient embarqués) et de 8 avions de patrouille maritime complétés par 7 drones HALE. La construction des 3 destroyers de classe Hobart et des 2 LHD de classe Canberra est confirmée.

## Organisation actuelle
La marine, après avoir longtemps eu un quartier-général autonome, dépend depuis 1996 d'un état-major commun aux forces australiennes qui est depuis 2004 le Quartier général australien des forces armées opérationnelles.

### Bases de la marine
Les tableaux ci-dessous donnent la liste des différentes bases, actuelles ou anciennes, de la Royal Australian Navy.
| Nom             | Type                                    | Lieu            | Période                       | Notes                                                              |
| --------------- | --------------------------------------- | --------------- | ----------------------------- | ------------------------------------------------------------------ |
| Fleet Base East | Base, Dépôt                             | Sydney          | 1943 - En service             | Principale base de la côte est                                     |
| Fleet Base West | Base, Dépôt                             | Garden Island   | 1978 - En service             | Principale base de la côte ouest, base de sous-marins              |
| HMAS Albatross  | Base de l'aéronavale                    | Nowra           | 1948 - En service             |                                                                    |
| HMAS Cairns     | Base                                    | Cairns          | 1974 - En service             | Patrouilleurs, navires hydrographiques et petits navires de guerre |
| HMAS Cerberus   | Centre d'entrainement                   | Crib Point (en) | 1912 - 1921 1921 - En service | Anciennement situé à Williamstown (Victoria)                       |
| HMAS Coonawarra | Base                                    | Darwin          | 1970 - En service             | Ancien centre de transmission, actuellement base de patrouilleurs  |
| HMAS Creswell   | Centre d'entrainement                   | Baie de Jervis  | 1958 - En service             | Siège du Royal Australian Naval College                            |
| HMAS Harman     | Centre de communications                | Canberra        | 1943 - En service             | Sert de centre de communications aux trois armes                   |
| HMAS Penguin    | Dépôt, Centre d'entrainement spécialisé | Balmoral        | 1913 - 1942 1943 - En service | Siège de l'hôpital naval de Balmoral                               |
| HMAS Waterhen   | Base                                    | Waverton (en)   | 1962 - En service             | Base des services anti-mines de la marine                          |
| HMAS Watson     | Centre d'entrainement                   | Sydney          | 1945 - En service             |                                                                    |

## Flotte

### Navires
La marine royale exploite, en 2008, une flotte de 12 navires de surface, 6 sous-marins, 3 LST, 14 patrouilleurs, 2 bâtiments de soutien. Avec un tonnage dépassant les 110 000 tonnes, elle est légèrement supérieure à la Marine de la république de Singapour ou la Marine royale thaïlandaise mais plus petite que les marines chinoise, indienne ou japonaise. En termes de capacités, la RAN est une marine moyenne avec des frégates comme bâtiments de 1er rang. L'absence de porte-avions (et de navires d'escorte d'un groupe aéronaval) réduit la palette d'opérations à laquelle elle peut prétendre. Par ailleurs, dans une région où la possession de sous-marins diésel-électriques, voire de SNA est la norme, la RAN accuse un retard en matière de lutte anti-sous-marine, notamment héliportée.

#### Les porte-aéronefs australiens

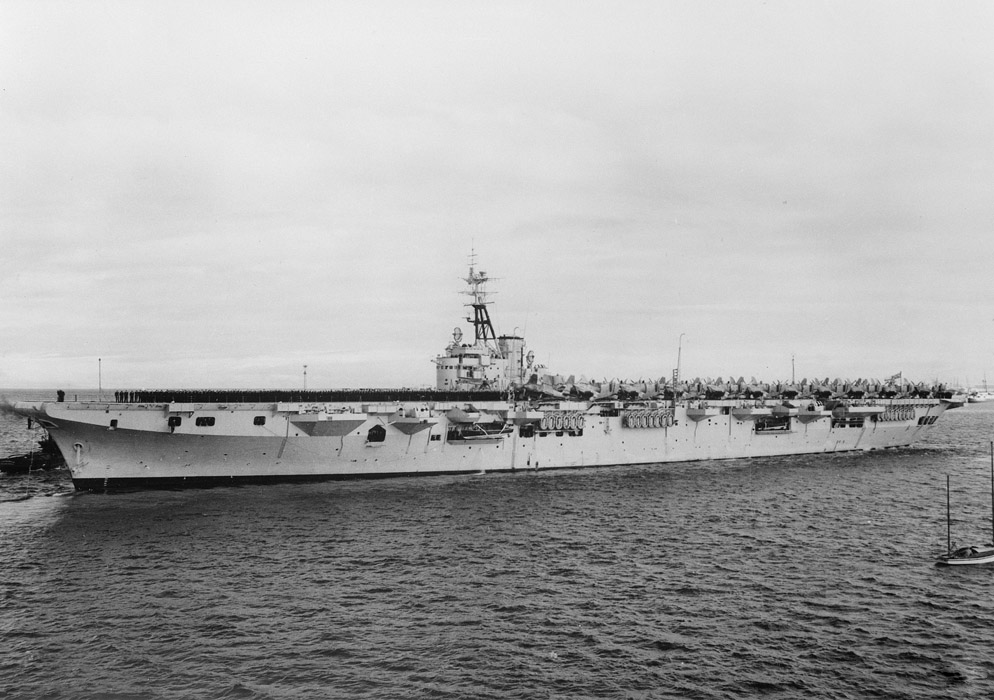
L'HMAS Sydney à Port Melbourne (20 mai 1949)

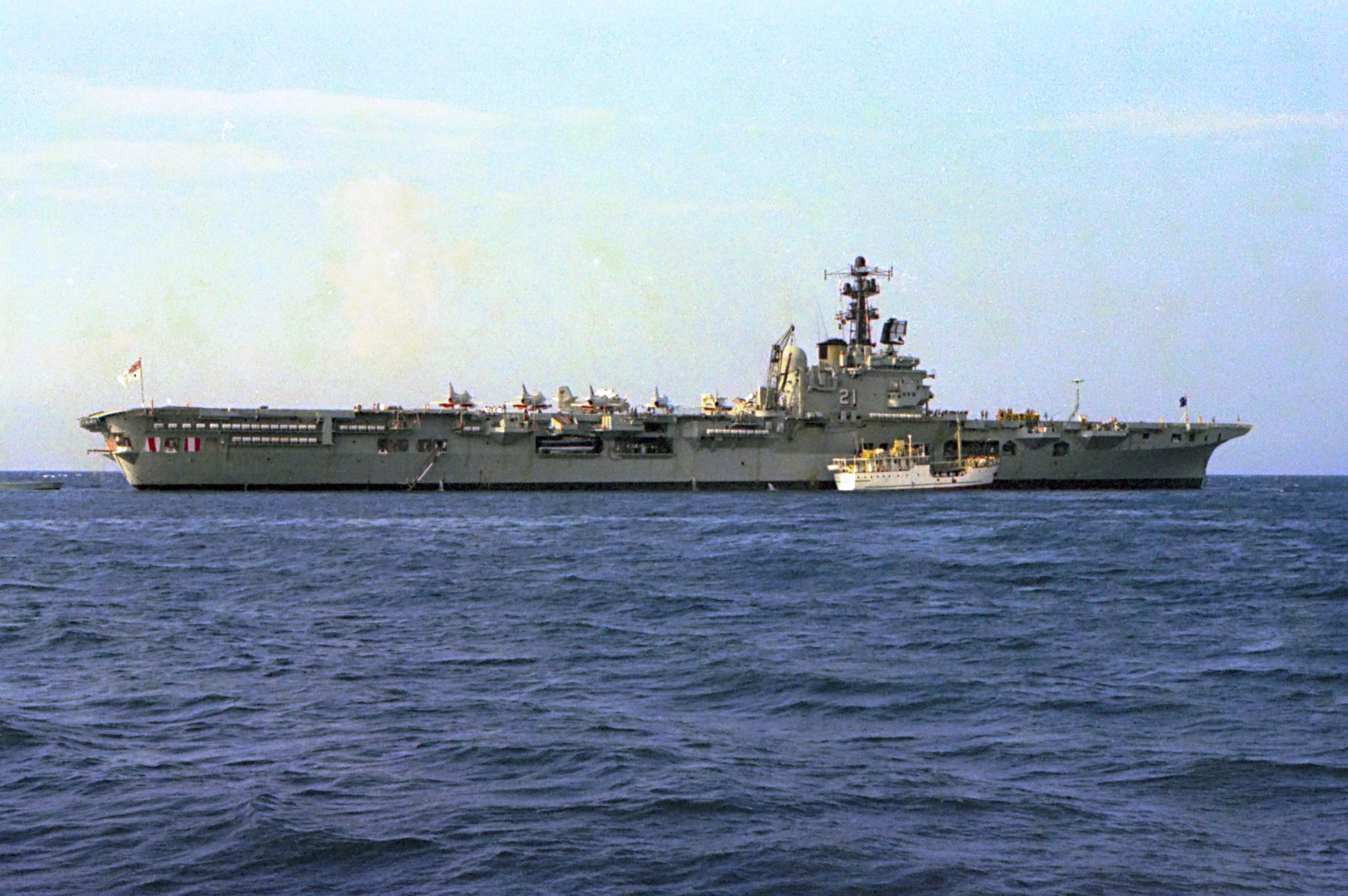
L'HMAS Melbourne au mouillage à Honiara (avril 1980)

De 1928 à 1933, l’Australie dispose d’un transport d'hydravions indigène, l’HMAS Albatross, revendu ensuite à la Royal Navy. Durant la guerre du Pacifique, c’est la Royal Navy qui fournit l’essentiel des bâtiments de combat à l’ex-marine coloniale. Il faut attendre la fin de la Seconde Guerre mondiale pour qu’un rapport du comité de défense recommande à la Royal Australian Navy (RAN) de s’articuler autour de task-forces comprenant jusqu’à 3 porte-avions (2 en service et 1 en réserve). En juin 1947, des considérations budgétaires réduisent à deux les bâtiments achetés pour 2,75 millions de livres : l’HMS Terrible et son sister-ship de classe Majestic l’HMS Majestic. Plus avancé en construction, le Terrible est terminé sans modifications et mis en service le 16 décembre 1948. Cependant il n’est accepté par la RAN que le 5 février 1949, sous le nom d’HMAS Sydney tandis que le Majestic ne l’est que le 28 octobre 1955 sous le nom d’HMAS Melbourne et qui est doté d’un pont oblique à 5° et d’une catapulte. Il avait été prévu, dans la foulée de l’entrée en service du Melbourne, que le Sydney soit doté des mêmes perfectionnements, qui furent abandonnés pour des questions financières et de compétences techniques.
Le Sydney de 15 740 tonnes, pour 192 mètres de longueur et 24,4 de largeur, embarque à l’origine 2 escadrons de Firefly (le 816 Squadron) et de Sea Fury (le 805 Squadron) de la Fleet Air Arm, qui seront complétés par d’autres aéronefs lors d’exercices au Royaume-Uni de juillet à décembre 1950 puis dans les eaux australiennes de janvier à septembre 1951. À partir de cette date, le navire remplace le HMS Glory pour suppléer les forces de l’ONU déployées durant la guerre de Corée. Il s’acquitte de sept patrouilles durant 64 jours de mer, dont plusieurs au combat. Notamment, la seconde, du 18 au 26 octobre 1951, qui totalise 389 sorties, 96 280 tirs de munitions et 1 472 de roquettes, et le largage de 43 tonnes de bombes. On retrouve le Sydney au large des îles Montebello, en Australie occidentale, pour surveiller le 1er essai nucléaire britannique (opération Hurricane), le 3 octobre 1952. Le 22 avril 1955, il transfère son aviation embarquée sur le Melbourne, et est confiné à l’entraînement, rôle dévolu jusqu’alors au HMAS Vengeance loué à la Royal Navy de 1952 à 1955, puis est placé en réserve le 30 mai 1958. Le Sydney est transformé en transport de troupes (A214) le 7 mars 1962, sert durant la guerre du Viêt Nam jusqu’en 1972 avant d’être démoli en 1975 en Corée du Sud.
Désormais navire amiral, le Melbourne dispose de 8 chasseurs Sea Venom, de 16 Gannet de lutte anti-sous-marine (ASM) à ailes fixes et jusqu’à 2 hélicoptères Sycamore. En prévision de son obsolescence à la fin des années 1950, la RAN envisage l’achat d’appareils français et italiens voire d’un nouveau porte-avions (le HMS Albion (en) ou un navire américain de la classe Essex). Finalement, en 1959, il est décidé que le Melbourne devienne un porte-hélicoptère à l’issue de sa modernisation de 1963 avec 27 Wessex remplaçant les avions. Après une nouvelle rénovation du 22 novembre 1967 au 24 novembre 1968 sont embarqués jusqu’en 1972 4 (puis 8) chasseurs-bombardiers A-4G Skyhawk, 6 Tracker et 10 hélicoptères ASM Wessex, (puis 10 Sea King). Le remplacement du Melbourne refait régulièrement surface en raison des coûts de maintenance du navire (jusqu’à 25 millions de dollars l’an, soit environ 53 millions d’euros au cours 2007), avec les offres ou projets d’acquisition de l’HMS Hermes en 1966, d’un STOVL CV de 1977 à 1981 (un LHD Iwo Jima modifié, un exemplaire du Giuseppe Garibaldi ou du futur Príncipe de Asturias) puis du HMS Invincible, bradé à 285 millions de dollars en 1981 (Soit environ 495 millions d’euros au cours 2007). L’Invincible aurait été mis en service en 1983 sous le nom d’HMAS Australia avec un groupe aéronaval à base de Sea Harrier. Après deux autres modernisations de novembre 1972 à juillet 1973 puis en 1978 (pour le faire durer jusqu’en 1985), le porte-avions est finalement retiré du service le 30 juin 1982 et le 14 mars 1983, le gouvernement annonce que le Melbourne ne serait pas remplacé. Durant sa carrière, ce dernier est déployé hors-Australie à 35 occasions, fait escale dans 22 pays mais perd ou endommage une trentaine d’avions, heurte et coule 2 bâtiments d’escorte : les destroyers HMAS Voyager, le 10 février 1964 (82 morts) puis l’USS Frank E. Evans le 2 juin 1969 (74 morts). Dès lors, la RAN glisse du rang de 1re marine de l’océan Pacifique au 6e jusqu’en août 2005 date à laquelle est lancé l’Amphibious Ship Program d’acquisition de 2 LHD. Ceux unités, les HMAS Canberra et Adelaide, dérivé du Juan Carlos I espagnol sont utilisés comme porte-hélicoptères d'assaut avec une vingtaine d'appareil pouvant être embarqués mais la possibilité d'acquérir des avions F-35B a finalement été repoussée en juillet 2015 car les coûts d'adaptation étaient très élevés, 4.4 milliards US$ pour l'achat de 24 F-35B à 185 Millions US$ l'unité et le gain opérationnel obtenu auraient été très limités à cause du petit parc d'avions qui auraient été embarqués probablement moins d'une dizaine par unité,,.

### Sous-marins
La marine royale australienne dispose depuis les années 1990 de six anaérobies de la classe Collins. En 2009, la marine manque de personnel qualifié et seuls trois pourraient être envoyés en mission. Le remplacement de la classe Collins est prévu pour 2025. Dans le cadre du renforcement de ses forces navales, le pays souhaite acquérir 12 nouveaux bâtiments. Le 26 avril 2016, l'Australie annonce avoir choisi la classe Attack du programme Barracuda,,.
En septembre 2021, l'Australie annule le programme, au profit de l'acquisition de SNA américains ou britanniques comme suite de l'accord AUKUS.

### Aéronefs
Les aéronefs de l'aéronautique navale australienne sont exploités par la Fleet Air Arm, sous le commandement de la Navy Aviation Force. En 2008, elle est uniquement composée d'hélicoptères, répartis en 4 escadrons. La plupart des bâtiments les plus lourds sont capables d'emporter ces appareils, essentiellement des Sikorsky S-70B Seahawk sur les frégates et des Westland WS-61 Mk 50 Sea King sur les navires de 2e rang (ces dernières retiré du service le 16 décembre 2011). La Fleet Air Arm et la Navy Aviation Force sont toutes deux stationnées sur la base navale d'Albatross en Nouvelle-Galles du Sud.
| Aéronefs                      | Type                     | Nombre |
| ----------------------------- | ------------------------ | ------ |
| Sikorsky S-70B Seahawk        | Hélicoptère ASM          | 16     |
| Westland WS-61 Mk 50 Sea King | Hélicoptère de transport | 6      |
| MRH90                         | Hélicoptère de transport | 2      |
| Eurocopter AS-350B Écureuil   | Hélicoptère de transport | 13     |
| Agusta A.109E                 | Hélicoptère de transport | 3      |